# Taccocua leschenaultii
El malcoha sirkir (Taccocua leschenaultii) es una especie de ave de la familia Cuculidae.

## Descripción

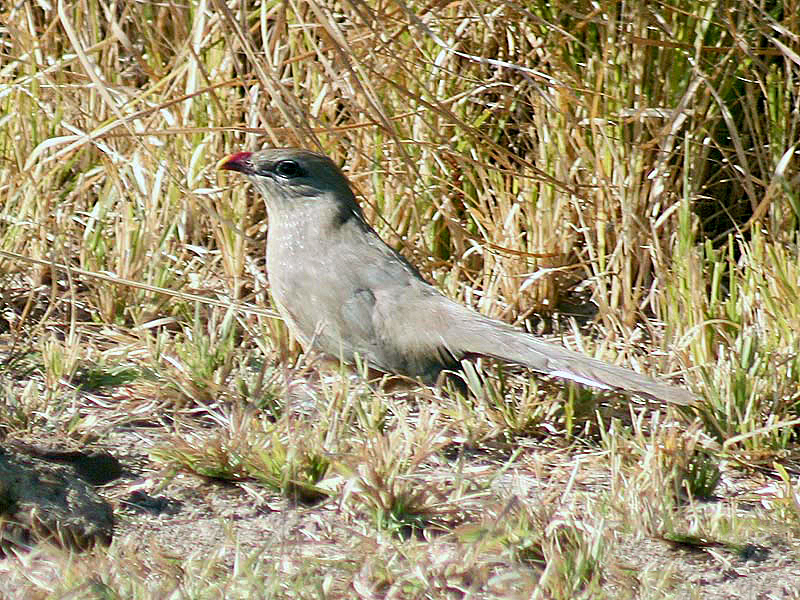
En Bharatpur, Rajasthan, India.

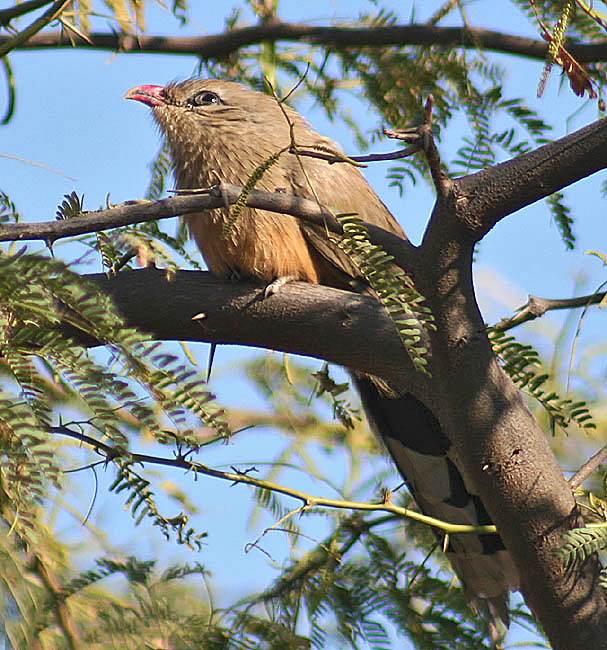
En Bharatpur, Rajasthan, India.

Mide unos 42 cm de largo. Su plumaje es de color rufo, y su larga y gruesa cola posee plumas con extremos blancos prominentes. Lo cual es indicio de su parentesco con el cucal. Su pico posee forma de gancho de coloración rojo brillante y amarillo. Ambos sexos son similares, Pero los juveniles son menos llamativos y poseen un rayado en su dorso.

## Comportamiento y ecología
Caza entre los arbustos, en búsqueda de alimentos; insectos, lagartijas, frutas en el suelo y bayas, etc. Corre con rapidez por el sotobosque pareciendo una mangosta. Posee una reducida capacidad de vuelo, pero trepa a los árboles con rapidez, saltando de rama en rama con gran agilidad, de manera similar al cucal. 
Su llamada es un "bzuk... bzuk" bajo; también poseen una llamada de alarma que suena "p'tang" con una característica metálica en el timbre.

## Reproducción
Al igual que otros cucos Malkohas, no parasita para incubar. La temporada de reproducción va de marzo a agosto (dependiendo de la latitud). Su nido es poco profundo formado por fibras vegetales entrelazadas con hojas verdes, al cual construye en un arbusto espinoso por ejemplo de Euphorbia, o sapling en alturas de 2 a 7 m. Su puesta consiste de 2 a 3 huevos con una textura blanquecina tipo tiza.
Su nombre conmemora al botánico francés Jean-Baptiste Leschenault de la Tour.

## Distribución y hábitat
Es una especie residente del subcontinente indio. Habita en toda la zona sub-Himalaya del subcontinente indio, Bangladés, Sri Lanka; partes de Pakistán y Rajastán. A veces se considera existen tres razas, con variaciones en su coloración.
Principalmente son aves terrestres, habitando en zona de arbustos o bosquecillos espinosos, y jungla secundaria deciduous. Viven en parejas o solos.

## Galería

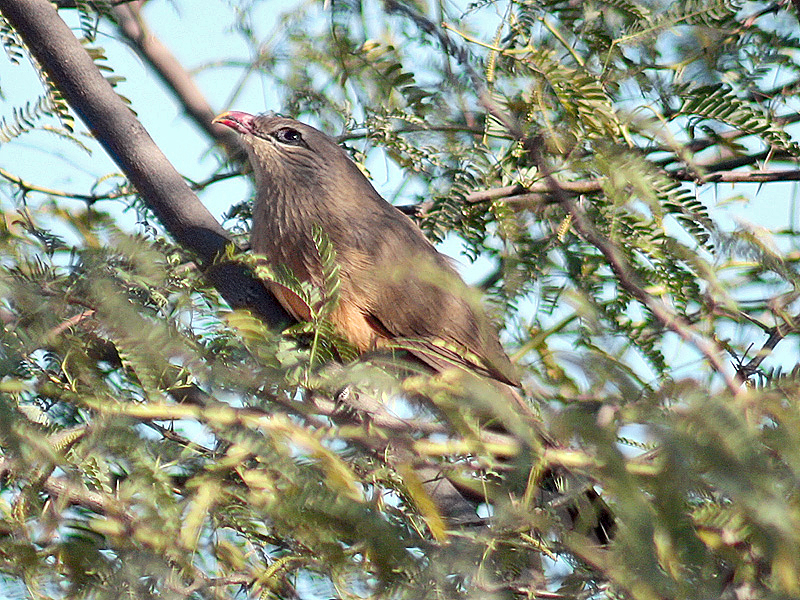
En Bharatpur, Rajasthan, India.
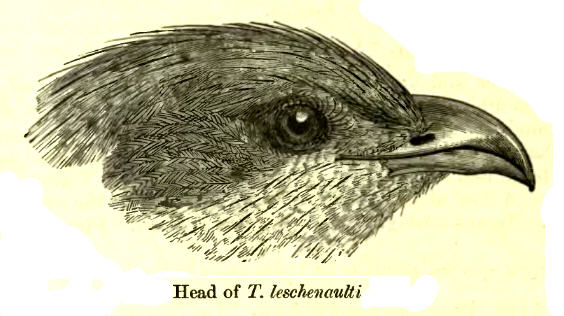
Forma de la cabeza
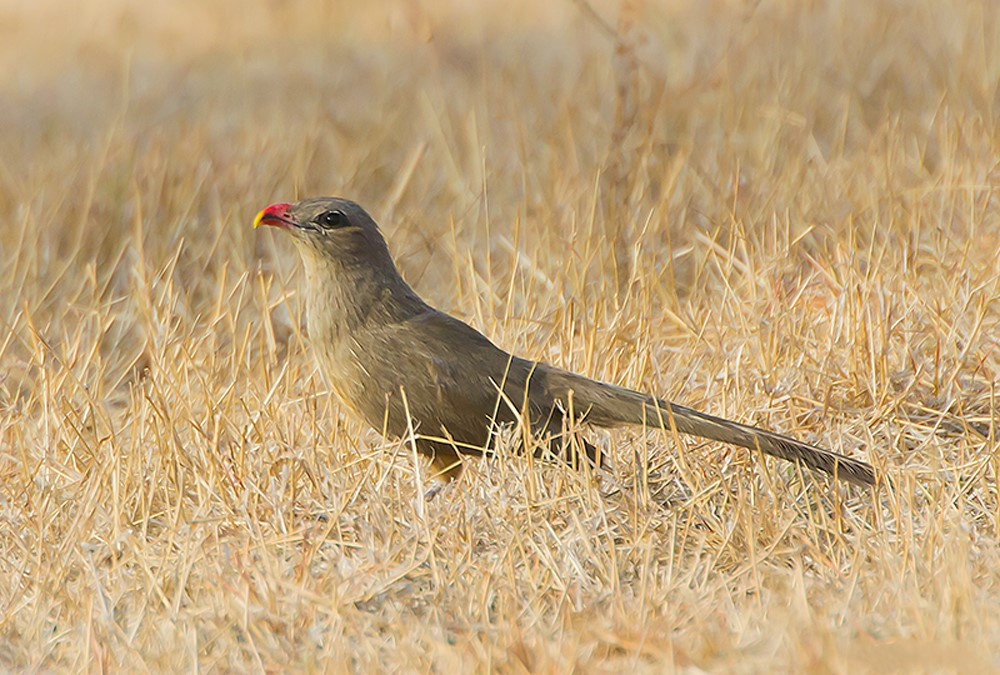
En Hyderabad, India